# Хипотеза мрачне шуме
Хипотеза о мрачној шуми је претпоставка да многе ванземаљске цивилизације постоје широм универзума, али су тихе и непријатељске, одржавајући своју неприметност из страха да ће их уништити друга непријатељска и неоткривена цивилизација. То је једно од многих могућих објашњења Фермијевог парадокса, које супротставља недостатак контакта са ванземаљским животом са потенцијалом за такав контакт. Хипотеза је добила име по роману Љу Цисина из 2008. Мрачна шума иако концепт претходи роману.

## Развој
Не постоје никакви докази постојања ванземаљског живота упркос логичким претпоставкама заснованим на природи свемира и понашању самих људи, а то су:
- Како свемир има велики број планета, није мала вероватноћа да, осим Земље, постоје планете са повољним условима за настанак и развој живота.
- Било која развијена цивилизација ће покушати да истражи свемир и да "заузме" што више делова свемира, тиме, ако постоје, ће направити контакт са другим цивилизацијама свемира.

Због противљења споменутих претпоставки и чињеница, развијен је Фермијев парадокс, а као "објашњење" тог парадокса развијена је Хипотеза мрачне шуме.